# Victoria Farkas
Victoria Alexandra Farkas (Amsterdam, 25 april 1973) is een Nederlandse kinderboekenschrijfster, thriller-auteur en journaliste.
Farkas was drie jaar lang onderwijzeres. Daarna is ze begonnen met het schrijven van kinderboeken.